# Старая Рязань (село)
Старая Рязань — село в Кутуковском сельском поселении Спасского района Рязанской области России.

## География
Село расположено в 50 км от Рязани на правом берегу Оки напротив районного центра. Ближайшие населённые пункты — деревня Фатьяновка к северу, село Исады к востоку, село Шатрище к югу и Спасск-Рязанский к западу.

## История
Село Старая Рязань возникло на месте города Рязань, разрушенного в 1237 году монголо-татарами.
В писцовых книгах за 1629 год Старая Рязань значится как село, «что было городище на берегу реки Оки на Рязанской стороне, да к нему … село Резанцы … а в селе церковь Рождество Пречистые Богородицы да церковь Страстотерпцев Христовых Бориса и Глеба». Старая Рязань фигурирует и в «Росписи государства Московского градом» второй половины XVII века.
В 1905 году село относилось к Шатрищенской волости Спасского уезда Рязанской губернии и имело 69 дворов при численности населения 978 человек.

## Население
| 1859 | 1897 | 1906 | 2010 |
| ---- | ---- | ---- | ---- |
| 988  | ↘600 | ↗978 | ↘9   |

## Транспорт и связь
Село обслуживает сельское отделение почтовой связи Фатьяновка (индекс 391064).

## Достопримечательности
К юго-востоку от села находится средневековый археологический памятник — городище Старая Рязань.
Расположенная в селе церковь Преображения Господня, построенная в 1870 году помещиком А. Ф. Стерлиговым, является памятником архитектуры федерального значения.

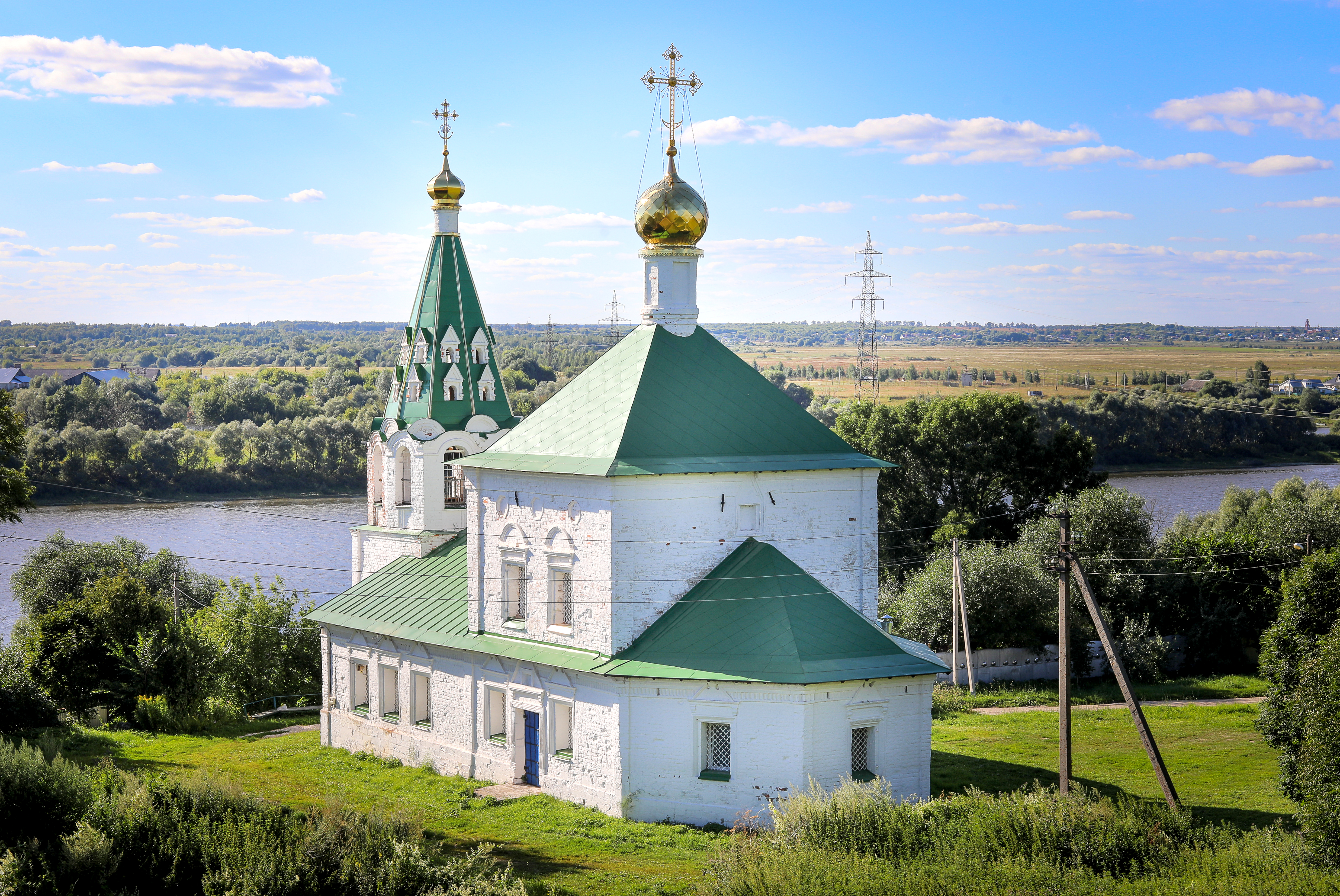
Церковь Преображения Господня.